# Октябрьский (Тотемский район)
Октя́брьский — посёлок в Тотемском районе Вологодской области.
Входит в состав Пятовского сельского поселения, с точки зрения административно-территориального деления — в Матвеевский сельсовет.
Расстояние до районного центра Тотьмы по автодороге — 23 км, до центра муниципального образования деревни Пятовская по прямой — 16 км. Ближайшие населённые пункты — Пустошь, Матвеево, Федотово.
По переписи 2002 года население — 255 человек (125 мужчин, 130 женщин). Преобладающая национальность — русские (93 %).